# Ганді Кассену
Ганді Кассену (англ. Ghandy Kassenu, нар. 9 серпня 1989, Аккра) — ганський футболіст, що грав на позиції захисника. Виступав, зокрема, за клуб «Ліберті Профешнелс», а також молодіжну збірну Гани.

## Клубна кар'єра
Народився 9 серпня 1989 року в місті Аккра. Вихованець футбольної школи клубу «Ліберті Профешнелс». Дорослу футбольну кар'єру розпочав 2005 року в основній команді того ж клубу, в якій провів три сезони. 
Протягом 2008 року виступав в оренду в шведському клубі «Геккен».
У 2011 році перейшов до молдовського клубу «Шериф» (Тирасполь) у Національному дивізіоні Молдови 2011/12
Згодом з 2012 по 2014 рік грав у складі команд клубів «Дегерфорс», «Ліберті Профешнелс» та «Аль-Меррейх».
Завершив професіональну кар'єру у клубі «Хартс оф Оук», за команду якого виступав протягом 2016 року.

## Виступи за збірні
2006 року дебютував у складі юнацької збірної Гани (U-17), загалом на юнацькому рівні взяв участь у 3 іграх.
Протягом 2007–2009 років залучався до складу молодіжної збірної Гани. У футболці молодіжної збірної Гани виступав на молодіжному чемпіонаті світу 2009 року в Єгипті. Зіграв у фінальному поєдинку чемпіонату світу 16 жовтня 2009 року проти Бразилії, в якому вийшов на поле на 65-й хвилині. На цьому турнірі допоміг ганцям стати переможцем турніру.

## Досягнення
Гана
- Чемпіон Африки (U-20): 2009
- Чемпіон світу (U-20): 2009